# Прокунин, Василий Павлович
Василий Павлович Прокунин (16 [28] января 1848, Тамбовская губерния — 1 [14] мая 1910, Москва) — русский музыкальный фольклорист, композитор, педагог. Брат М. П. Прокунина и двоюродный брат А. Ф. Лавдовской.

## Биография
Родился 16 (28) января 1848 года в Сосновке (Моршанский уезд, Тамбовская губерния) в семье владельца химического предприятия Павла Демидовича Прокунина и его жены, Юлии Павловны.
Имеется указание, что он занимался музыкой с мужем сестры отца, Теодором Гравертом. Учился на юридическом факультете Московского университета, затем в Московской консерватории: занимался композицией у П. И. Чайковского и фортепиано у Н. Г. Рубинштейна (1872—1877). После окончания консерватории по рекомендации Чайковского занял место пианиста-концертмейстера в Одесском оперном театре. Позднее преподавал в музыкальной школе H. А. Муромцевой, других учебных заведениях Москвы; с 1890 года — в Николаевском сиротском институте. Среди его учеников был А. Б. Гольденвейзер.

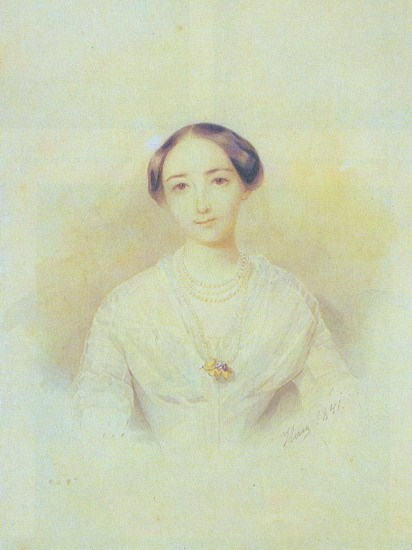
Мать В. П. Прокунина, Юлия Павловна. 1849 г.

На рубеже 1860-х — 1870-х годов начал собирать русские народные песни (преимущественно в Тамбовской и Московской губерниях) и в 1872—1873 гг. опубликовал сборник «Русские народные песни для одного голоса с сопровождением фортепиано» (вып. 1—2; под редакцией П. И. Чайковского; нотопечатня П. И. Юргенсона), ставший крупным вкладом в русскую музыкальную этнографию. Сборник получил высокую оценку Чайковского и Н. А. Римского-Корсакова, который использовал несколько песен в опере «Снегурочка». В 1928 году состоялось переиздание сборника.
В 1889 году совместно с H. M. Лопатиным был издан «Сборник русских народных лирических песен» (типография А. И. Мамонтова), где Прокунину принадлежала 2-я музыкальная часть. Этот сборник стал важным этапом в освоении склада русского народного многоголосия; в новом сборнике Прокунин отказался от аккордово-гармонической обработки народной песни, характерной для первого его сборника, и применил контрапунктическое сопровождение с элементами гетерофонии.
В. П. Прокунин является автором нескольких романсов на слова А. В. Кольцова («В поле ветер веет», «Бегство», «Светит солнышко»), а также А. С. Пушкина, М. Ю. Лермонтова («Выхожу один я на дорогу»), А. Ф. Мерзлякова («Среди долины ровныя») и др. (некоторые были опубликованы в 1871 году).
Умер в Москве 1 (14) мая 1910 года.
Увлекался энтомологией и после его смерти в 1910 году его коллекция бабочек была передана в Зоологический музей МГУ.